# Jewel Carmen
Pour les articles homonymes, voir Carmen.
Jewel Carmen est une actrice américaine née le 13 juillet 1897 à Danville, dans le Kentucky, et morte le 4 mars 1984 à San Diego, en Californie.

## Biographie
Jewel Carmen est née à Danville dans le Kentucky. Elle débute au cinéma en 1912 dans le film "The Will of Destiny". Elle se marie avec l'acteur Roland West.
L'actrice Thelma Todd, ayant eu une aventure avec Roland West, est décédée en décembre 1935 par intoxication au monoxyde de carbone dans le garage de la maison où habitaient les parents de Jewel Carmen et où elle avait séjourné. Cette mort a été jugée suspecte.
Jewel Carmen décède en 1984 d'un cancer (Lymphome).

## Filmographie partielle
- 1913 : Le Jazz de Mabel  (That Ragtime Band) de Mack Sennett
- 1913 : Fatty et le Voleur (The Gangsters) de Henry Lehrman
- 1916 : Daphne and the Pirate de Christy Cabanne
- 1916 : Flirting with Fate de Christy Cabanne
- 1916 : American Aristocracy de Lloyd Ingraham
- 1917 : The Conqueror de Raoul Walsh
- 1917 : La Femme fardée (When a Man Sees Red) de Frank Lloyd
- 1917 : Les Misérables de Frank Lloyd
- 1917 : Volonté (American Methods) de Frank Lloyd
- 1917 : The Kingdom of Love de Frank Lloyd
- 1917 : Un drame d'amour sous la Révolution (A Tale of Two Cities) de Frank Lloyd
- 1918 : The Girl with the Champagne Eyes de Chester M. Franklin
- 1921 : Le Douzième Juré (Nobody) de Roland West
- 1923 : Épaves humaines (You Can't Get Away with It) de Rowland V. Lee (non créditée)
- 1926 : L'Oiseau de nuit (The Bat) de Roland West

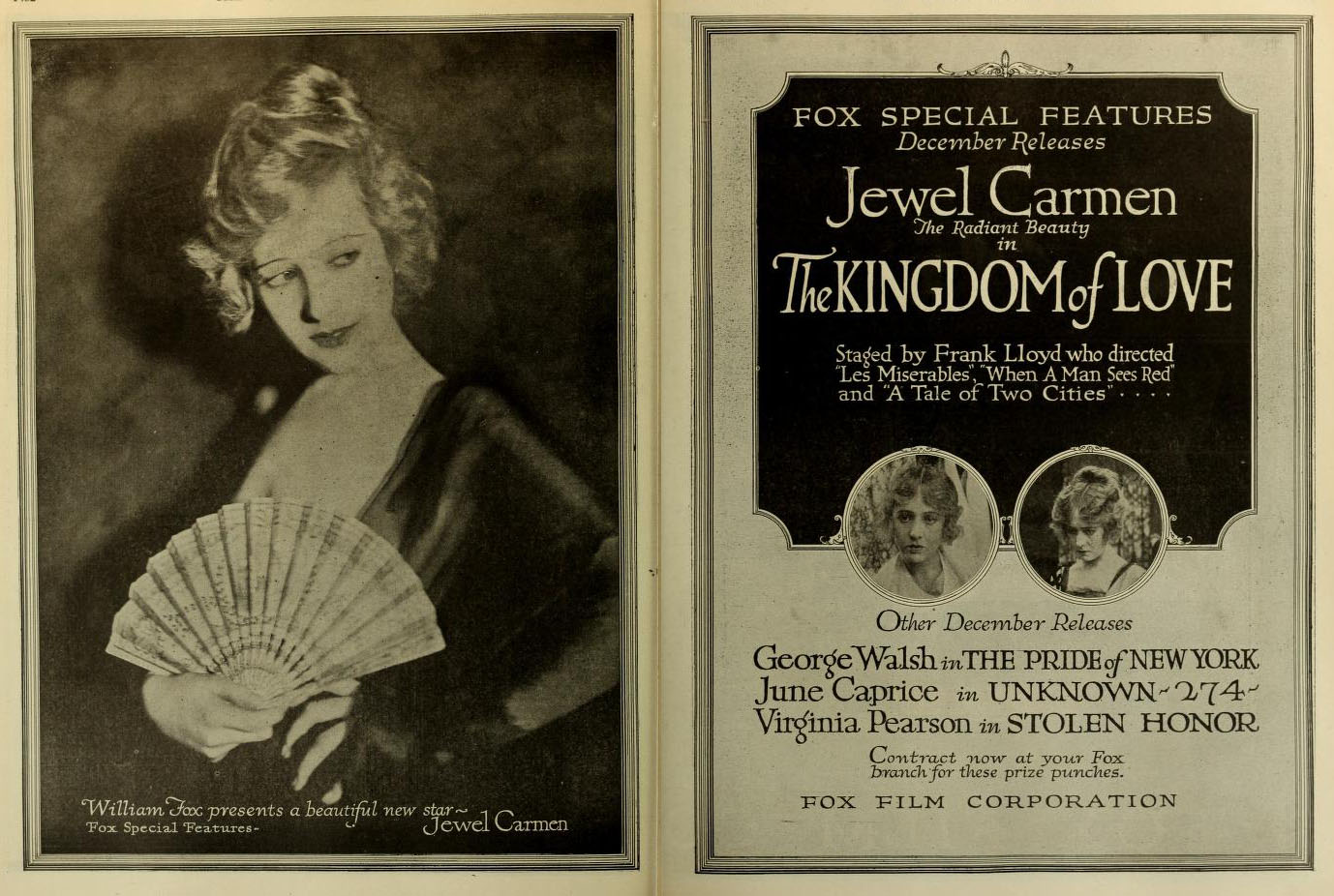
The Kingdom of Love, 1917
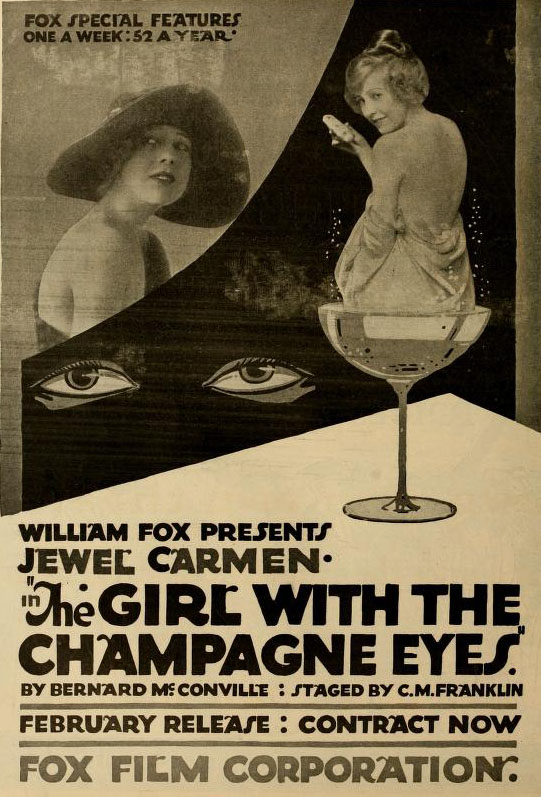
The Girl with the Campagne Eyes, 1918
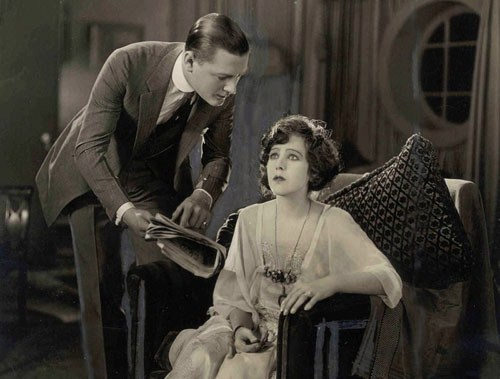
Avec Kenneth Harlan, dans Le Douzième Juré